# Joel Naukkarinen
Joel Naukkarinen (Kouvola, 30 de marzo de 1993) es un deportista finlandés que compite en remo.
Ganó seis medallas en el Campeonato Mundial de Remo en Sala entre los años 2018 y 2025. Además, obtuvo una medalla de bronce en el Campeonato Mundial de Remo de Mar de 2024.

## Palmarés internacional
| Campeonato Mundial | Campeonato Mundial          | Campeonato Mundial | Campeonato Mundial |
| Año                | Lugar                       | Medalla            | Prueba             |
| ------------------ | --------------------------- | ------------------ | ------------------ |
| 2018               | Alexandria (Estados Unidos) | Medalla de plata   | 2000 m             |
| 2020               | París (Francia)             | Medalla de plata   | 500 m              |
| 2021               | Sede virtual                | Medalla de plata   | 1 h                |
| 2021               | Sede virtual                | Medalla de bronce  | 500 m              |
| 2022               | Sede virtual                | Medalla de bronce  | 2000 m             |
| 2025               | Sede virtual                | Medalla de plata   | 2000 m             |